# آكل العسل الهلالي
آكل العسل الهلالي هي فصيلة من الطيور تنتمي إلى رتبة عائلة آكلات العسل التي تنتمي إلى جنوب شرق أستراليا.

## الشكل الخارجي
ريشها رمادي غامق وأجزاء سفلية شاحبة ، تبرزها بقع صفراء الجناح وهلال أسود عريض ، محدد باللون الأبيض ، أسفل جانبي صدره. يُظهر هذا النوع مثنوية الشكل الجنسية طفيفًا ، حيث تكون الأنثى باهتة اللون من الذكر. تتشابه طيور الأحداث مع الأنثى ، على الرغم من أنه يمكن تمييز البقع الصفراء لذكور الفراخ بسهولة.